# Kohtla-Järve
Kohtla-Järve és la quarta major ciutat (linn) d'Estònia. Està situada al nord-est del país, al Comtat d'Ida-Viru. La ciutat va ser fundada el 1924 i tenia, l'any 2004, 46.346 habitants d'origen molt divers (més de 40 grups ètnics, sent els russos el grup majoritari). La majoria parla el rus, encara que a partir de 1990 el l'estonià va passar a ser l'única llengua administrativa oficial. La ciutat està molt industrialitzada i consta d'una considerable activitat petroliera.

## Història
La història de Kohtla-Järve està molt vinculada a la història de l'extracció de l'esquist bituminós, el principal mineral d'Estònia.
Els primers indicis de civilització daten de l'Alta Edat Mitjana. En un llibre danès de 1241, els pobles de Järve i de Kukruse són esmentats amb els noms Jeruius i Kukarus, respectivament, i el poble de Sompa amb Soenpe.
Es coneixia la presència de petroli en el subsòl des de feia ja molt temps, però la seva extracció industrial només va començar entrat el segle xx. A partir d'aquí van començar a inaugurar-se noves mines prop del poble de Järve. El 1919 es crea la State Oil Shale Industrial Corporation i comencen a estendre's les mines. Es construeixen habitatges prop de les mines per albergar als miners. El 1924 es construeix una fàbrica d'extracció de betum al costat de l'estació ferroviària de Kohtla.
Durant la Segona Guerra Mundial, els alemanys ocupen Estònia i consideren a Kohtla-Järve com una important reserva de petroli. No obstant això, no van aconseguir l'extracció a gran escala.
Després de la guerra, l'esquist es va tornar molt necessari per a les indústries del nord-oest de la Unió Soviètica. Des de 1946, la ciutat no deixa de créixer i de créixer annexant Kohtla i Kukruse, el 1960 Jõhvi, Ahtme i Sompa, i més tard, en 1964, Kiviõli, Oru, Püssi i Viivikonna. El 1980, Kohtla-Järve assoleix els 90.000 habitants, que treballen punt en la indústria petroliera i com en la forestal i agrícola.
El 1991, les ciutats de Jõhvi, Kiviõli i Püssi se separen de Kohtla-Järve. El volum d'extracció de combustible es desploma estrepitosament i moltes persones, preocupades per l'atur, emigren cap a Tallinn o cap a Rússia.

## Geografia
La ciutat es divideix en cinc districtes (linnaosad):
1. Järve (15.656 habitants)
2. Ahtme (15.602)
3. Oru (996)
4. Sompa (754)
5. Kukruse (467)

La ciutat està situada en un lloc estratègic, al costat de la carretera i el ferrocarril que uneixen Tallinn amb Narva i Sant Petersburg.
L'alcaldessa de Kohtla-Järve és, des de 2016, Ljudmila Jantšenko.

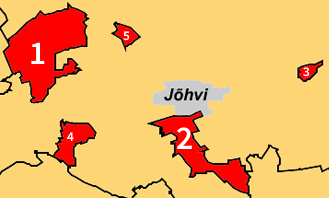
Districtes de Kohtla-Järve: (1) Järve, (2) Ahtme, (3) Oru, (4) Sompa, (5) Kukruse